# Boonville (Karolina Północna)
Boonville – miasto w Stanach Zjednoczonych, w stanie Karolina Północna, w hrabstwie Yadkin.